# Association professionnelle des magistrats
Pour les articles homonymes, voir APM.
L'Association professionnelle des magistrats ou « APM » est un syndicat de magistrats créé en 1981 au lendemain de la première élection de François Mitterrand jusqu'en 2002, date à laquelle il se met en sommeil après avoir été mis en cause dans un procès de subvention occulte reçue de Pierre Falcone. Le syndicat reprend une activité syndicale à partir de 2012. Il est classé à droite de l'échiquier politique, voire à l'extrême-droite.

## Histoire

### 1981 - 2002
L'APM naît de la réaction d'une partie du corps de la magistrature, heurtée par la nouvelle politique issue de l’alternance politique en 1981, spécialement dans le domaine pénal avec l'abolition de la peine de mort et l'ouverture d'une fenêtre plus socialisante envers les prévenus dans les différentes lois votées par l'Assemblée nationale dominée par les socialistes.
Elle est fondée à l'initiative de François Moreau et Éric Varaut, avec un collectif de magistrats.
Son appellation d'« association professionnelle » marquait une volonté de se démarquer des autres syndicats de magistrats, le SM crée en 1968 et l’USM fondée en 1974, en affirmant la spécificité du syndicalisme judiciaire[réf. nécessaire]).
L'APM insiste ainsi sur la nécessité de « la neutralité du juge » et déclare « l'incompatibilité entre des fonctions de responsabilité syndicale et l'appartenance à des cabinets ministériels » : conformément à ses statuts, ceux de ses membres, lors des alternances politiques qui suivirent, qui furent appelés dans des cabinets ministériels, renoncèrent alors à leurs responsabilités syndicales, quand ils en avaient.
En matière pénale, l'APM combat ce qu'elle dénonce comme la politique « laxiste » des gouvernements de gauche, et proclame la sécurité comme « première des libertés », développant une philosophie judiciaire revenant aux fondements de ce qu'était la justice avant la cinquième république et mai 1968. Cette philosophie judiciaire proclame entre autres la certitude des peines, l'efficacité des procédures, la construction d'établissements pénitentiaires, etc. Une approche de la justice davantage répressive que sociale, donc.
À côté du discours pénal, l'APM développe des réflexions sur la modernisation des outils de travail des magistrats et contribua à populariser des thèmes comme la réflexion sur le périmètre de la justice, ou l'aide à la décision[réf. nécessaire]).
Elle a choisi pour devise « quand la prudence est partout, le courage n'est nulle part »
Elle a disposé d'une audience minoritaire mais réelle au sein de la magistrature, traduite, un temps, par des résultats électoraux significatifs (environ 15 % des voix aux élections dans les ressorts où elle se présentait).[réf. nécessaire]
En 1998, un jeu de mots à connotation antisémite d'un de ses membres, Alain Terrail, avocat général à la Cour de cassation, dans un article polémique paru dans la revue de l'APM Enjeu justice et dirigé contre un substitut du tribunal de Toulon, adversaire déclaré de l'APM et mis alors en examen pour violation du secret de l'instruction, Albert Lévy, contraint son président, Georges Fenech, directeur de publication de la revue, en répondre en justice. Georges Fenech, qui affirme n'avoir pas lu le passage, est condamné mais dispensé de peine. Il annonce d'abord la dissolution de l'APM en décembre 1998 avant de démissionner de son mandat et de l'APM. Il est remplacé à la présidence de l'APM par Dominique-Henri Matagrin.
En 2001, son ancien président, le magistrat antiterroriste Georges Fenech, est alors mis en cause et poursuivi pour la réception au profit de l'APM de subventions de Pierre Falcone, l’homme d’affaires impliqué dans l’Angolagate, mais sera relaxé,.
L'APM a choisi de cesser, fin 2002, de participer à la vie syndicale au sein du corps judiciaire, tout en gardant, pour autant, la structure disponible : contrairement à ce qui a pu, parfois, être écrit, l'association n'a jamais prononcé sa dissolution, ni en 2008 ni à aucun autre moment, et ses responsables n'ont jamais exclu la possibilité d'une relance de leur action.[réf. nécessaire]
Ses dirigeants ont ensuite souvent fait carrière dans la politique où à des postes d'influence. Georges Fenech a été député UMP et président de la Mission interministérielle de vigilance et de lutte contre les dérives sectaires (Miviludes). Yves Bot est devenu avocat général à la Cour de justice de l'Union européenne. Patrick Ouart était un proche conseiller de Nicolas Sarkozy avant d’être recruté par LVMH. François Falletti et Alexandre Benmakhlouf ont été successivement procureur général de Paris. Jean-François Burgelin a été procureur général de la Cour de cassation. Marc Moinard secrétaire général du garde des sceaux.

### Financement
L'homme d'affaires Pierre Falcone assurait à lui seul la moitié du budget de l’APM. L’Union des industries et métiers de la métallurgie (UIMM), Promodès ainsi que Lagardère ont aussi contribué au financement du syndicat à travers des abonnements à son journal.

### Depuis 2012
Le syndicat est relancé lors d'une assemblée générale extraordinaire du 17 octobre 2012, où Jean-Paul Garraud, avocat général hors hiérarchie à la Cour d'appel de Poitiers, ancien député, a été élu comme président,. L'APM diffuse régulièrement des communiqués et tribunes sur son site internet, lequel présente aussi diverses archives tirées des anciennes publications du syndicat.
Le syndicat appelle à lutter contre le « laxisme pénal » qu'incarnerait la gauche, précisant que la justice est « notre passion et nous n’accepterons pas qu’elle devienne un service social qui aide et déculpabilise ceux qui devraient la redouter ».
Selon les sources, il est classé à droite, très à droite, ou à l'extrême-droite.

## Présidents
- 1981-1988[12] : Jean Pringuez
- 1990-1996[13] : Alain Terrail
- 1996-1998 : Georges Fenech
- 1998-2002 : Dominique Henri Matagrin
- 2002-2012 : mise en sommeil
- depuis 2012 : Jean-Paul Garraud